# Informacijska RNK
Informacijska RNK ali informacijska RNA (mRNK ali mRNA – angleško messenger RNA), manj pravilno tudi obveščevalna RNK ali sporočilna RNK, je oznaka za molekule iz velike družine molekul ribonukleinske kisline (RNK), ki prenašajo genetske informacije iz DNK v ribosom, kjer določijo aminokislinsko zaporedje beljakovinskih produktov izražanja genov. Encim RNK-polimeraza gene prepiše v primarni transkript mRNK (imenovan pre-mRNK), iz katerega nastane zrela informacijska RNK (zrela mRNK). Ta zrela mRNK se nato prevede v aminokislinski polimer – beljakovino, kot povzema centralna dogma molekularne biologije.
Kot pri DNK je genetska informacija mRNK zapisana z zaporedjem nukleotidov. Ti so urejeni v kodone, od katerih vsakega sestavljajo trije bazni pari. Vsak kodon kodira specifično aminokislino, razen stop kodonov, ki končajo sintezo beljakovine. Ta proces prevajanja kodonov v aminokisline zahteva dve drugi vrsti RNK: prenašalno RNK (tRNK – transfer RNA), ki posreduje prepoznavo kodona in zagotovi ustrezne aminokisline, in ribosomsko RNK (rRNK), ki je osrednja sestavina ribosomskega ustroja za proizvodnjo beljakovin.
Zamisel o obstoju mRNK sta prva predstavila Jacques Monod in François Jacob, molekulo pa sta leta 1961 odkrila Sydney Brenner in Matthew Meselson s Kalifornijskega tehnološkega inštituta.